# Clemens Krauss (Dirigent)

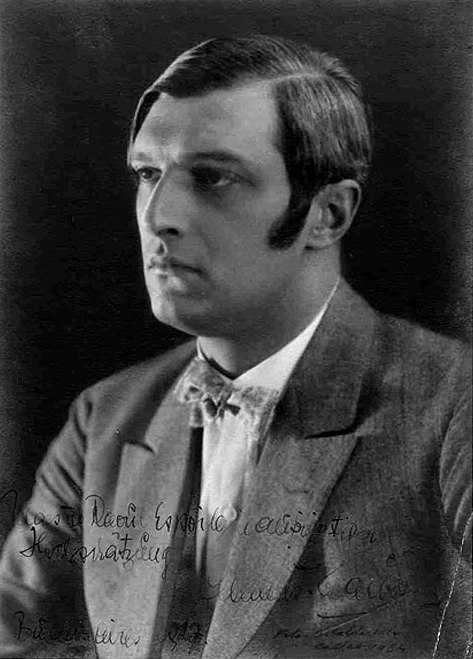
Clemens Krauss (1915)

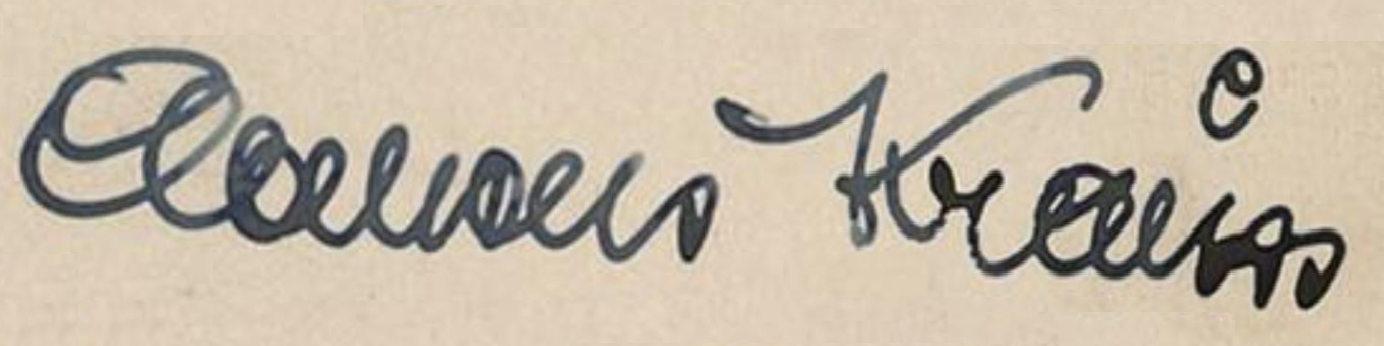
Autogramm (1933)

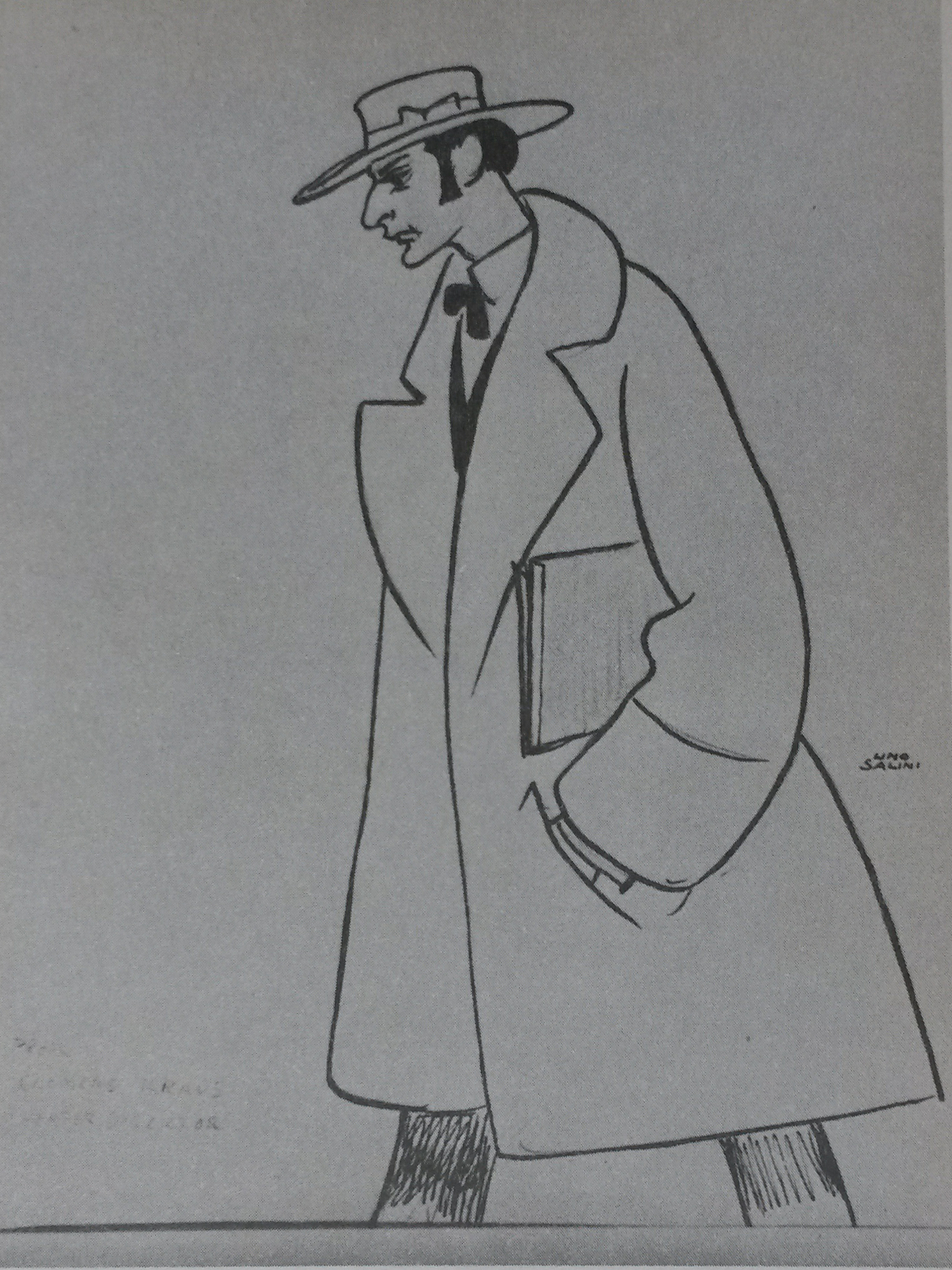
Zeichnung von Lino Salini

Clemens Heinrich Krauss (* 31. März 1893 in Wien, Österreich-Ungarn; † 16. Mai 1954 in Mexiko-Stadt) war ein österreichischer Dirigent und Theaterleiter. Krauss wurde vor allem als Interpret der Werke von Richard Strauss bekannt; er verfasste das Libretto zu dessen Oper Capriccio mit und dirigierte die Uraufführungen von vier seiner Opern.
1929 kreierte er in Salzburg philharmonische Konzerte mit Werken von Johann Strauss, die zehn Jahre später als Neujahrskonzerte der Wiener Philharmoniker institutionalisiert wurden.

## Leben

### Jugend und Beginn der Karriere
Clemens Krauss war der uneheliche Sohn der Hofoperntänzerin und späteren Sängerin Clementine Krauss (* 25. April 1877 in Wien; † 19. April 1938 in Prag) und des Rennreiters Hector Baltazzi. Er wurde 1902 Hofsängerknabe an der Wiener Hofmusikkapelle. Er studierte Klavier, Komposition und Chorleitung am Konservatorium der Gesellschaft der Musikfreunde in Wien und wurde 1913 Chordirektor in Brünn. Nach Stationen am Deutschen Theater in Riga (1913–1914), Nürnberg (1915–1916), Stettin (1916–1921) und Graz (1921) war er von 1922 bis 1924 unter Franz Schalk und Richard Strauss Dirigent am Wiener Operntheater. 1924 ging Krauss als Intendant an die Frankfurter Oper und leitete gleichzeitig die Museumskonzerte. 1929 wurde er als Musikdirektor an die Wiener Staatsoper berufen.
Krauss war von 1921 bis 1930 in erster Ehe mit der Sängerin Margarete Abraham (* 19. Juli 1890 in Stettin; † 1963) verheiratet. Er hatte aus dieser Ehe zwei Söhne, Octavian (1923–2004) und den späteren Schauspieler und Dramaturgen Oliver-Hector (* 20. Oktober 1926 in Frankfurt am Main;  † 2001). In zweiter Ehe war er ab August 1945 mit der rumänischen Sopranistin Viorica Ursuleac verheiratet.

### Zeit des Nationalsozialismus
Bis heute ist umstritten, ob Krauss überzeugter Nationalsozialist war; schriftliche Belege dafür gibt es nicht. Andererseits war der Komponist Gottfried von Einem, der Krauss gegen Ende des Krieges häufig sah, überzeugt, dass dieser „kein Nazi“ gewesen sei. Der Bariton Hans Hotter und Krauss’ langjähriger Assistent Erik Maschat urteilten ähnlich. Gleichwohl ist seine persönliche Nähe zu Adolf Hitler, Joseph Goebbels und Hermann Göring offenkundig.
Nach der Machtergreifung der Nationalsozialisten in Deutschland war Krauss bereit, die betont anti-nationalsozialistische Oper Karl V. von Ernst Krenek in Wien im Februar 1934 zur Uraufführung zu bringen. Auf massiven Druck von Nationalsozialisten, Funktionären der Heimwehr und auch des Vorstandes der Wiener Philharmoniker musste Krauss die geplante Uraufführung jedoch verschieben. Zusätzlich brachte ihm dieser Einsatz ein Disziplinarverfahren ein. Im selben Jahr erhielt er jedoch das Angebot von Hermann Göring, als Ersatz für Wilhelm Furtwängler an die Berliner Staatsoper zu wechseln. Beispielhaft für die angespannte Situation in Wien ist eine Falstaff-Aufführung am 11. Dezember 1934, bei der es zu lautstarken Kundgebungen für und gegen Krauss kam, die erst durch die Polizei aufgelöst werden konnten. Angesichts der prekären Lage in Wien und des Wunsches seiner Ehefrau Viorica Ursuleac, die sich in Berlin mehr Möglichkeiten für Solopartien versprach, entschloss sich Krauss im Dezember 1934 zum Wechsel nach Berlin; neben Viorica Ursuleac folgten ihm auch Adele Kern, Josef von Manowarda und Franz Völker nach Deutschland.
Gegenüber den hohen NS-Funktionären in Berlin stellte sich Krauss als Opfer politischer Verfolgung dar und beklagte den kulturpolitischen Schaden, der in Wien entstanden sei. Krauss suchte direkten Kontakt mit Adolf Hitler, der den Dirigenten sehr schätzte und ihn Ende 1935 ins Haus Wachenfeld einlud. Hitler stellte Krauss bei diesem Treffen eine Berufung nach München in Aussicht. Ab 1936 wirkte er daher an der Bayerischen Staatsoper in München, wurde 1937 zum Generalmusikdirektor ernannt (bis 1944) und hatte dort bis 1940 auch die Intendanz inne. Joseph Goebbels ernannte ihn im November 1935 zum „Reichskultursenator“.

#### Rettung von Juden
In 1934 lernte Krauss am ROH in London die britischen Schwestern Ida und Louise Cook kennen. Er dirigierte damals die britische Erstaufführung von Arabella, Viorica Ursuleac sang die Titelpartie. Nach Ida Cooks Autobiografie We followed our Stars baten Clemens Krauss und Viorica Ursuleac die Schwestern, deutschen Juden zur Flucht nach Großbritannien zu verhelfen. In der Folge schmuggeln die beiden Wertsachen der Verfolgten nach London und besorgten Visa, Wohnplätze und Arbeit. Getarnt wurden die Reisen als Opernbesuche an der Bayerischen Staatsoper und an anderen Aufführungsorten, an welchen Ursuleac und/oder Krauss auftraten.
Nach dem „Anschluss“ Österreichs an das nationalsozialistische Deutschland bemühte sich Clemens Krauss unentwegt, erneut Direktor der Wiener Staatsoper zu werden. Im Mai 1941 hatte er nach sechs Jahren wieder eine Unterredung mit Hitler, in der es nur um Krauss’ Wiener Ambitionen ging. Hitler lehnte es rundherum ab, Krauss nach Wien gehen zu lassen. Am 13. September 1941 erfolgte die Ernennung zum Leiter der Salzburger Festspiele.

#### Beziehung zum Mozarteum
Goebbels klärte am 17. November 1938 zusammen mit Krauss einige Fragen über die Zukunft des Mozarteums in Salzburg. Krauss war bereit, die Leitung zu übernehmen und eine Dirigentenschule aufzubauen. Auf seine Initiative hin wurde das Mozarteum am 13. Juni 1939 eine  Musikhochschule. Clemens Krauss wurde am selben Tag gegen den Widerstand der Gauleitung München zum Oberleiter der Musikhochschule Mozarteum und Leiter der Stiftung Mozarteum ernannt. Die Gauleitung in München sprach Krauss die politische Eignung für dieses Amt mit der Begründung ab, dass er weder Mitglied der NSDAP noch anderer NS-Verbände sei. Die Beziehung zu Hitler und zu Goebbels schützten Krauss jedoch vor diesen Einwänden; zudem bescheinigten die Wiener NSDAP-Stellen Krauss, stets nationalsozialistisch eingestellt gewesen zu sein. Während des feierlichen Eröffnungsakts der Musikhochschule Mozarteum waren der preußische Kultusminister und Reichsminister für Wissenschaft, Erziehung und Volksbildung, Bernhard Rust, Gauleiter Friedrich Rainer und hohe Vertreter der NSDAP im Großen Saal des Mozarteums anwesend. Clemens Krauss sagte während seiner Ansprache:

„Ich übernehme in diesem feierlichen Moment die künstlerische Oberleitung der Musikhochschule. Ich gelobe an dieser Stelle, das mir anvertraute Gut als eine hohe Schule der Kunst zu führen mit all der Ehrfurcht, die uns Künstler in dieser Stadt befällt, wo Mozart als Schüler gelernt, mit tiefer Demut vor dem Genius Mozart und vor dem vorwärts stürmenden erhabenen Meister und Künstler Adolf Hitler.“

#### Salzburger Festspiele 1939
Festspiel-Direktor Erwin Kerber wurde am 9. Dezember 1938 in das Propagandaministerium nach Berlin beordert und bekam das mit Hitler bereits besprochene und von diesem fixierte Programm der Salzburger Festspiele 1939 diktiert. Die Festspiele sollten vom 30. Juli bis zum 6. September dauern und neben Oper und Schauspiel auch Konzerte beinhalten. Auserwählte Dirigenten waren Leopold Stokowski, Victor de Sabata und Willem Mengelberg, jedoch nicht Clemens Krauss. Im Weiteren wurde Kerber mitgeteilt, dass „das Propaganda-Ministerium der eigentliche und verantwortliche Veranstalter der Festspiele ist.“ Am 8. April 1939 kündigte die österreichische Volks-Zeitung das Salzburger Johann-Strauß-Konzert bei der Vorstellung des vom Reichspropagandaministerium endgültig festgelegten Spielplanes der Salzburger Festspiele 1939 an.
Exakt zwei Monate nach der Eröffnung der Musikhochschule Mozarteum gaben die Wiener Philharmoniker unter Leitung von Clemens Krauss am 13. August 1939 im Großen Saal des Mozarteums ihr „Drittes Orchesterkonzert“ im Rahmen der Salzburger Festspiele 1939. Das Programm dieses Konzertes war identisch mit dem des „Außerordentlichen Konzerts“ der Wiener Philharmoniker unter der Leitung von Clemens Krauss am 31. Dezember 1939 im Goldenen Saal des Wiener Musikvereins, das als Beginn der Neujahrskonzerte der Wiener Philharmoniker gilt. Auf Krauss geht daher das zur Tradition gewordene Neujahrskonzert der Wiener Philharmoniker zurück.

#### Künstlerischer Leiter der Salzburger Festspiele ab 1941
Im Jahr 1941 sah Krauss die Salzburger Festspiele 1942 in Gefahr, „dem Zugriff der Berliner kunstpolitischen Stellen zum Opfer zu fallen.“ Die Festspiele sollten durch Reichsdramaturg Rainer Schlösser und die Musikstelle des Propagandaministeriums geleitet werden. „Es war geplant, den Wiener Philharmonikern ihr Vorrecht auf Salzburg zu entziehen, die Schauspielaufführungen mit Berliner Künstlern durchzuführen etc.“ Auf Bitten der damaligen Salzburger Behörden stellte sich Krauss für die Leitung der Salzburger Festspiele zur Verfügung.
Krauss hatte im Dritten Reich zahlreiche künstlerische Tätigkeiten inne. Am 13. September 1941  erhielt Clemens Krauss von Hitler den Auftrag, die Salzburger Festspiele als künstlerischer Leiter zu übernehmen. Krauss wachte nach eigener Aussage „kraft [seiner] künstlerischen Autorität darüber, daß den Festspielen der österreichische Charakter gewahrt blieb.“
Gegenüber dem Wiener Reichsleiter Baldur von Schirach betonte Krauss, dass er „nach wie vor Wert darauf lege, daß die Wiener Staatsoper bei diesen Festspielen maßgeblich vertreten sei, allerdings käme eine solche Einladung nur für jene Körperschaften in Betracht, die noch intakt und auf künstlerischer Höhe sind.“
Reichsleiter von Schirach stimmte seiner Bitte zu und versicherte Krauss der Teilnahme der Wiener Philharmoniker an den Festspielen. Zu seiner Überraschung bekam Krauss kurz darauf eine Nachricht der Reichsstatthalterei, in der es hieß, eine Teilnahme der Wiener Philharmoniker und auch des Staatsopernchores an den Salzburger Festspielen für dieses Jahr komme nicht in Frage. Die Staatsoper habe ab dem 15. August Wehrmachtsvorstellungen in Wien zu geben.
Diese Mitteilung reichte Krauss an Goebbels weiter und bat um eine neuerliche Entscheidung. Als Kompromiss stellte von Schirach Krauss die Bedingung, die gesamte Wiener Staatsoper mit Georg Friedrich Händels Rodelinde auftreten zu lassen.
Diesen Vorschlag musste Krauss ablehnen, da es der Wunsch des Führers und Goebbels’ war, die Einmaligkeit der Salzburger Festspiele zu erhalten. Um dies zu gewährleisten, müssten „bei den Festspielen in Salzburg nur Opern und Schauspiele in einer bisher nicht gekannten Besetzung, Auffassung, Inszenierung und bis ins kleinste sauberen Einstudierung herausgebracht werden und weder vor- noch nachher in irgendeiner Stadt Großdeutschlands in der in Salzburg herausgebrachten Aufmachung zur Aufführung gelangen.“
Der Reichsstatthalter blieb auf seinem ablehnenden Standpunkt. Daraufhin versuchte Krauss, die Sache an das Oberkommando der Wehrmacht in Berlin weiterzuleiten, um dadurch zu einer Einigung zu kommen.
Um aber die Salzburger Festspiele nicht zu gefährden, traf er mit Goebbels die Vereinbarung, falls eine Einigung mit Wien nicht erreicht werden könne, für die Opernaufführungen das Münchener Staatsorchester und den Opernchor, und für die Konzerte die Berliner Philharmoniker einzuladen. Zur weiteren Bekundung seiner freundschaftlichen Einstellung zu Wien lud Krauss das Wiener Burgtheater unter der Führung von Lothar Müthel ein. Das Burgtheater sollte neue Inszenierungen von Iphigenie auf Tauris und Johann Nestroys Einen Jux will er sich machen aufführen. So erfüllte er den langgehegten Wunsch des Burgtheaters, als geschlossenes Ensemble bei den Festspielen aufzutreten.
Zuletzt wurde dann doch eine Einigung erzielt, doch nur unter der Bedingung, dass die Wiener Philharmoniker die Opern nicht als Wiener Philharmonie spielen, sondern als Staatsopernorchester. Die Konzerte sollten lediglich als von den Wiener Philharmonikern aufgeführt gekennzeichnet werden dürfen.

#### Streit mit den Wiener Philharmonikern ab 1933
Seit April 1933 hatten Clemens Krauss und die Wiener Philharmoniker in Streit gelegen. Bei der Hauptversammlung der Wiener Philharmoniker vom 24. April 1933 hatten 85 Mitglieder in einer geheimen Abstimmung „die offene Kampfansage an Direktor Krauss“ befürwortet. „Damit war das Ende der Ära Krauss besiegelt.“
Am Folgetag, dem 25. April, hatte Clemens Krauss in sein Datenbuch eingetragen: „Wegen einer inferiören Handlungsweise eines neu gewählten Vorstandes der Wiener Philharmoniker lege ich mein Amt als ständiger Dirigent der philharmonischen Abonnementskonzerte nieder.“
Die „offizielle Versöhnung mit dem Orchester“ erfolgte am 27. März 1943.
Bezüglich dieser schrieb Philharmonikervorstand Clemens Hellsberg in Demokratie der Könige im Kapitel Volkssturmeinheit Wiener Philharmoniker:
„Während die Rote Armee schon vor den Toren Wiens stand, spielten die Philharmoniker unter der Leitung von Krauss Werke Debussys und Ravels ein!“ Beides waren damals verbotene Kompositionen aus dem „Feindesland“. „Der ehemalige Operndirektor war der einzige prominente Dirigent, der sich nicht abgesetzt hatte. Furtwängler und Karl Böhm waren ‚krank‘ gemeldet, aber Clemens Krauss blieb in Wien, bei den Philharmonikern und machte damit vieles wieder gut. Die offizielle Versöhnung mit dem Orchester war schon am 27. März 1943 erfolgt, als Krauss anlässlich seines 50. Geburtstags den Ehrenring der Wiener Philharmoniker erhalten und vor versammeltem Plenum betont hatte, für ihn als Leiter der Salzburger Festspiele kämen nur die Wiener Philharmoniker als Orchester des Festivals in Betracht.“

### Gründungsdirigent der Neujahrskonzerte der Wiener Philharmoniker
Clemens Krauss ist der Gründungsdirigent der Neujahrskonzerte der Wiener Philharmoniker. Er leitete diese bis 1945 und wieder von 1948 bis zu seinem Todesjahr 1954. Das erste Konzert dieser Art hatte bereits am 31. Dezember 1939 ebenfalls unter Leitung von Krauss stattgefunden. Erst mit dem Jahr 1941 fand es dann am Neujahrstag statt. In den Jahren des Berufsverbotes Krauss’ leitete der international renommierte österreichische Dirigent Josef Krips 1946 und 1947 das Neujahrskonzert.

### Letzte Kriegsjahre und Nachkriegszeit
Krauss wurde ab 1943 immer wieder das Ziel politischer Intrigen. Im selben Jahr war er anlässlich seines 50. Geburtstags als Preisträger der Goethe-Medaille vorgesehen, doch lehnte Goebbels mit Hinweis auf Krauss’ Alter ab. Kritik an einer Aufführung der Zauberflöte bei den Salzburger Festspielen ebenfalls 1943 durch Heinz Drewes wusste Krauss, der stets gut informiert schien, mit entsprechenden „Gegenschriften“ zu entkräften. Er nutzte seine politischen Verbindungen aus, um in den letzten Kriegsjahren Vorteile für sein Ensemble herauszuschlagen. So sicherte er sich etwa für Mitglieder seines Ensembles sechs „arisierte“ Wohnungen. Weitere, vereinzelte Intrigen von NS-Funktionären beim „Amt Rosenberg“ gegen Krauss blieben mit Hinweis auf die schützende Hand Hitlers erfolglos.
In der Endphase des Zweiten Weltkriegs, als zum 1. September 1944 die Theater geschlossen wurden, stand Krauss auf der Gottbegnadeten-Liste, einer vom Reichsministerium für Volksaufklärung und Propaganda und Hitler zusammengestellten Liste, in der die wichtigsten Künstler des NS-Regimes aufgeführt waren. Diese Nennung befreite ihn vom Kriegseinsatz.
In einem Brief an Oberregierungsrat Horner vom Amt für Sicherheitswesen der Stadt Salzburg nahm Clemens Krauss nach Kriegsende am 30. November 1945 Stellung zu den gegen ihn erhobenen Vorwürfen:

„Der dritte Vorwurf, daß ich mir nach dem nationalsozialistischen Umsturz aus Gewinnsucht die Leitung der Salzburger Festspiele angeeignet habe, ist eine völlige Entstellung der Tatsachen. Wenn dies meine Absicht gewesen wäre, hätte ich schon im Jahre 1938 in Salzburg dirigiert. Im Jahr 1939 bewog mich die Festspielleitung, eine recht alte verschlampte Vorstellung von ‚Don Giovanni‘ zu dirigieren. Ich gab auf Bitten von Dr. Kerber meine Zusage, was ich später bereute. Die Vorstellung war schlecht, da nur geringe Probemöglichkeiten waren und die Besetzung trotz guter Sänger nicht einheitliches Niveau, geschweige denn Festspielniveau hatte. Aufgrund dieser Erfahrung sagte ich die Leitung von Opernaufführungen für die nächsten Jahre ab. Im Jahre 1941 dirigierte ich daher nur zwei Orchesterkonzerte im Hinblick auf meine langjährige Verbundenheit mit den Wiener Philharmonikern.“

Die „recht alte verschlampte Vorstellung von ‚Don Giovanni‘“ war die Wiederaufnahme der Produktion der Salzburger Festspiele von 1938 unter Dirigent Karl Böhm. Clemens Krauss erwähnte in seinem langen Brief an das Amt für Sicherheitswesen in Salzburg weder das von ihm geleitete Johann-Strauss-Konzert der Salzburger Festspiele vom 13. August 1939 noch die zwei weiteren von ihm geleiteten Strauss-Konzerte vom 23. August 1942 und 22. August 1943.
Nach der Schlacht um Wien dirigierte Krauss am 27. April 1945 auf ausdrücklichen Wunsch der sowjetischen Kulturverwaltung in Wien ein Konzert der Wiener Philharmoniker. Danach wurde er jedoch mit Berufsverbot belegt; erst 1947 dirigierte Clemens Krauss wieder regelmäßig an der Wiener Staatsoper, bei den Wiener Philharmonikern und 1953 Richard Wagners Ring des Nibelungen und Parsifal bei den Bayreuther Festspielen.
Clemens Krauss verstarb während einer Konzertreise in Mexiko. Seine Beisetzung fand am 12. Juli 1954 in Ehrwald in Tirol statt, wo er viele Urlaubstage und seinen Lebensabend mit seiner Gattin Viorica Krauss-Ursuleac verbracht hatte.

## Ehrungen
- 1932: Ehrenring der Stadt Wien

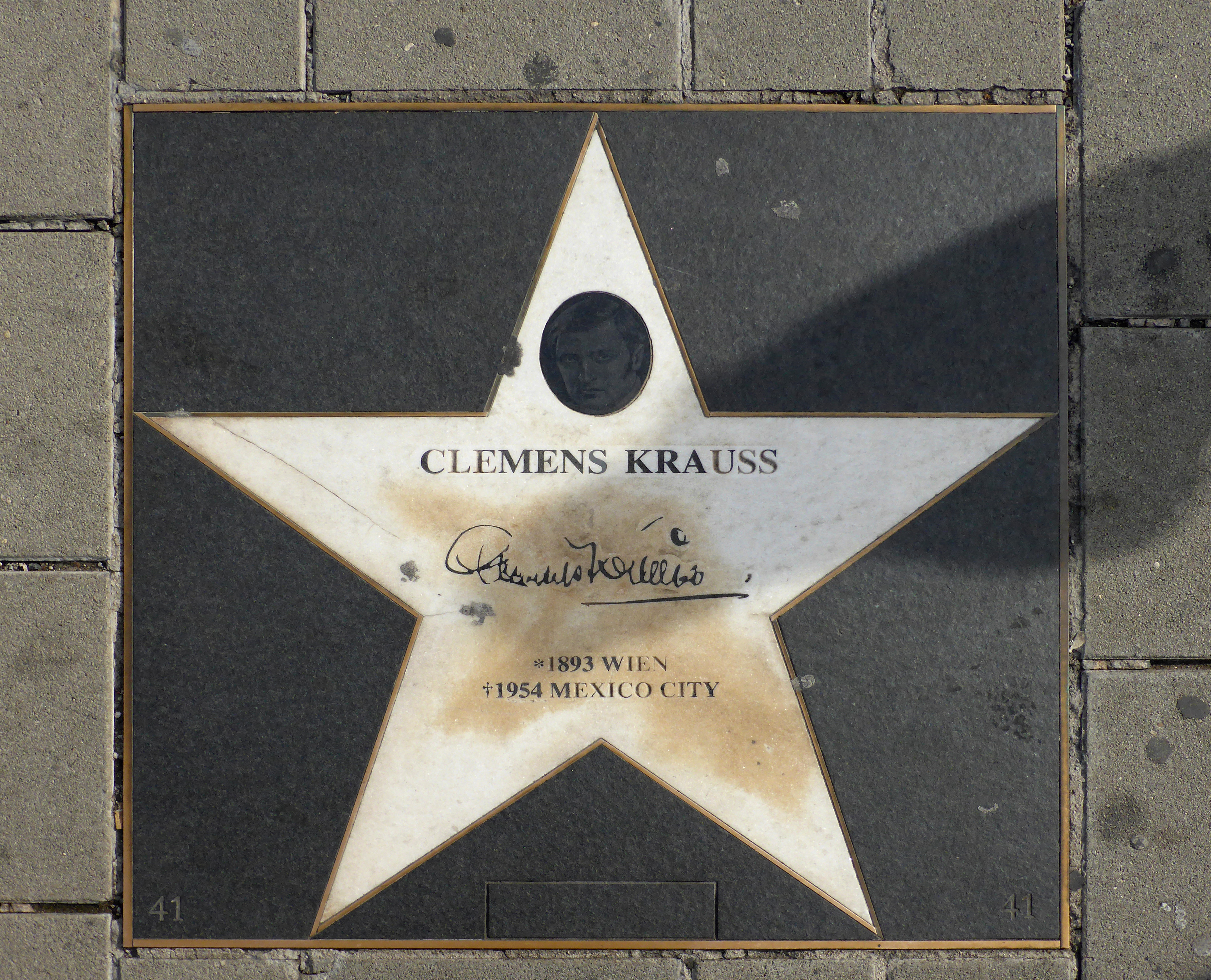
Musik Meile Wien

- 1943: Ehrenring der Wiener Philharmoniker
- 1951: Ehrenmitglied der Wiener Philharmoniker

In München gibt es seit 1956 eine Clemens-Krauß-Straße. In Wien wurde zuerst eine öffentliche Parkanlage in Donaustadt nach Krauss benannt, diese ging aber faktisch im neu entstandenen Donaupark auf, woraufhin 1966 ein neu angelegter Park in Hernals als Clemens-Krauss-Park nach ihm benannt wurde. Am 21. Oktober 1969 wurde in Salzburg-Parsch eine Clemens-Krauss-Straße geschaffen. Sowohl in Wien als auch in Salzburg sahen Historikerkommissionen keinen Grund, eine Umbenennung vorzuschlagen. In Wien wurde ein Fall mit Diskussionsbedarf konstatiert.